# Цензура на Кубе
Цензура на Кубе (исп. Censura en Cuba) — ограничения свободы слова на Кубе.

## Законодательные ограничения свободы слова
Право на свободное выражение мнения ограничено кубинским законодательством.
Свобода печати на Кубе ограничена правящей Коммунистической партией соответствием «целям социалистического общества». Все официально разрешённые средства массовой информации в стране контролируются Коммунистической партией. По мнению Комитета защиты журналистов, Куба занимает 9 место в рейтинге стран с самой жёсткой цензурой.
Кубинцам запрещено смотреть или слушать иностранные теле- и радиопередачи, читать не прошедшие цензуру книги, газеты или журналы, получать публикации из-за границы или от иностранных посетителей Кубы. Нарушение этих запретов карается тюремным заключением.
До 2004 года, на Кубе сетью интернет могли пользоваться только врачи и высшие чиновники, причём только по специальному разрешению властей. Остальным гражданам это было запрещено на законодательном уровне. При правительстве Рауля Кастро Интернет разрешили гражданам, но полноправно им пользоваться будут не скоро, что объясняется отсутствием инфраструктуры и высокими ценами.

## Критика и санкции
В 2003 году Европейский союз ввел санкции против правительства Фиделя Кастро в связи с репрессиями с последующим тюремным заключением 75 диссидентов, включая 29 независимых журналистов, эти события получили название «Чёрная весна». В 2008 году санкции были отменены.
В 2013 году по индексу свободы прессы, составленному организацией Репортёры без границ, Куба занимала 171 место из 179, будучи единственной «несвободной страной» в Западном полушарии из-за нетерпимости правительства к независимым средствам массовой информации.